# Peloropeodes apicales
Peloropeodes apicales är en tvåvingeart som beskrevs av Harmston och Knolwton 1946. Peloropeodes apicales ingår i släktet Peloropeodes och familjen styltflugor.
Artens utbredningsområde är Idaho. Inga underarter finns listade i Catalogue of Life.